# 제45회 베를린 국제 영화제
제45회 베를린 국제 영화제는 1995년 2월 9일에 열린 시상식이다.

## 수상 및 후보

### 황금곰상
- 라빠 - 베르트랑 타베르니에 수상

### 은곰상:심사위원상
- 마이 베이비 레프트 미 - 밀로라드 크르스틱 수상

### 은곰상
- 어 플레이 오브 어 패신저 - 바딤 압드라쉐프 수상

### 은곰상:감독상
- 비포 선라이즈 - 리처드 링클레이터 수상

### 은곰상:여자연기자상
- 여인사십 - 소방방 수상

### 은곰상:남자연기자상
- 노스바스의 추억 - 폴 뉴먼 수상

### 황금곰상:단편영화상
- 리피트 - 미카엘라 파브라토바 수상

### 황금곰상:명예황금곰상
- Alain Delon 수상

### 은곰상:공헌상
- 홍분 - 이소홍 수상

### 베를린카메라상
- Elena Keaton 수상
- FIAF 수상

### 블루 엔젤상
- 크로스 마이 하트 앤 홉 투 다이 - 마리우스 홀스트 수상